# 2021年黑海事件
2021年黑海事件（俄語：Инцидент в Чёрном море）是一场俄罗斯与英国之间的外交争端。

## 背景
2014年，俄罗斯吞并克里米亚半岛。英国政府不承认克里米亚的吞并。

## 事件
2021年6月23日，英国在克里米亚周围俄罗斯与乌克兰争议水域进行航行自由巡逻。 
俄罗斯联邦国防部发表声明指，英国皇家海军捍衛者號驅逐艦駛到距離克里米亞半島海岸約10海里，一艘俄罗斯海军舰艇向捍衛者號发出「向天鳴炮」警告，一架Su-24M亦在捍衛者號預訂航行路線上，投下了4枚OFAB-250-270型高爆航空炸彈，將英艦驅離。英國國防部否認雙方曾經發生衝突，指捍衞者號沒有受到任何「鳴炮」警告，在無威脅情況下通過烏克蘭領海，認為俄軍只是恰好在附近進行演習。事件中無人受傷。隨後俄羅斯公佈「鳴炮」警告影片。